# Affichenpapier

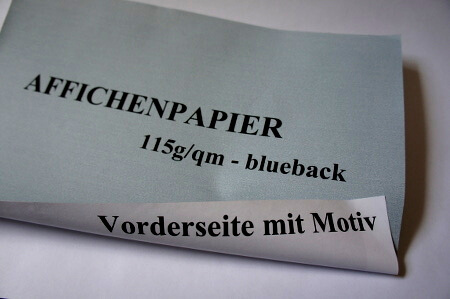
Affichenpapier mit blauem Hintergrund

Affichenpapier, Blueback oder Blaurückenpapier ist eine andere Bezeichnung für Plakatpapier. Das französische Wort affiche bedeutet „Anschlagzettel“, „Plakat“ oder „Aushang“.
Affichenpapier ist laut DIN 6730 „weißes Druckpapier, holzfrei, nassfest, vollgeleimt, auch einseitig glatt; muss bedruckt und gefaltet im Wasser begrenzte Zeit lagerbar sein, bevor es angeklebt wird“. Die Rückseite ist meistens blau. Das Flächengewicht beträgt in der Regel mindestens 115 g/m².

## Vorläufer
Die historischen Vorläufer des modernen Affichenpapiers, auch als Anschlagzettelpapier bezeichnet, waren hingegen stark holzhaltig, oft mit Erdfarben sehr stark beschwert, der Stoff war ungeleimt oder nur schwach geleimt, das Papier selbst gut druckfähig und daher auch in großen satten Flächen bedruckbar.

## Einsatzzweck
Affichenpapier wird hauptsächlich in der Außenwerbung verwendet. 
Aufgrund seiner Beschaffenheit eignet es sich für das Nassklebeverfahren bei der Plakatwerbung. Der farbige, meist blaue Hintergrund verhindert ein Durchschimmern von überklebten, älteren Plakatmotiven.